# Magyarország barlangjai (filmsorozat)
A Magyarország barlangjai 1986-ban készült, színes, öt részes, magyar, ismeretterjesztő filmsorozat, ami 1989-ben futott először a Magyar Televízió műsorán.
A sorozatban a magyarországi barlangok keletkezését és napjainkban történő hasznosításukat mutatják be, valamint megtudhatjuk, hogy őseink mire használták őket, hogy a mai világban milyen intézkedéseket vezettek be a megmentésükre, illetve bepillantást nyerünk a barlangi kutatók és felfedezők munkájába is.

## Epizódok
| Epizódszám | Cím                                                   | Első sugárzás       |
| ---------- | ----------------------------------------------------- | ------------------- |
| 1.         | A múltnak kútja                                       | 1989. július 16.    |
| 2.         | Az angyalok verítéke (Az Aggteleki-karszt barlangjai) | 1989. július 22.    |
| 3.         | Lapok egy nyitott könyvből (A Bükk barlangjai)        | 1989. július 30.    |
| 4.         | A barlangok fővárosában                               | 1989. augusztus 5.  |
| 5.         | Ember és barlang                                      | 1989. augusztus 12. |

## Stáb
- Rendező: Duló Károly, Lakatos Iván
- Író: Lakatos Iván, Dr. Juhász Árpád
- Operatőr: Enyedi Lajos, Lakatos Iván
- Vágó: Csonka Judit
- Hangmérnök: Schelb Gyula
- Zenei összeállító: Holecska Katalin
- Fővilágosító: Utasi Ferenc
- Trükktervező: Sárközy Endre
- Dramaturg: Mikecz Klára
- Szerkesztő: Dr. Juhász Árpád
- Narrátor: Bács Ferenc, Mécs Károly, Juhász Jácint
- Gyártásvezető: Pallós Éva, Péterfay Attila
- Szakértők: Adamkó Péter, Dr. Dénes György, Hazslinszky Tamás, Dr. Jánossy Dénes, Dr. Kessler Hubert, Dr. Kordos László, Leél-Őssy Szabolcs, Dr. Müller Pál, Dr. Ringer Árpád, Dr. T. Dobosi Viola, Takácsné Bolner Katalin, Dr. Tardy János
- Munkatársak: Dalmay László, Fundélius Leó, Király Attila, Kollányi Judit, Kovács Judit, Moldoványi Judit, ifj. Pásztor Ferenc, Pink Péter, Szepessy Gábor, Tárkányi Ferenc

## A sorozatban szereplő barlangok
Azok a barlangok vannak leírva, amelyeknek a neve konkrétan elhangzik a filmsorozatban. A barlangok az elhangzásuk sorrendjében vannak feltüntetve.
A múltnak kútja
Remete-völgyi Felső-barlang, Pilisszántói-kőfülke, Szeleta-barlang, Jankovich-barlang, Suba-lyuk, Csákvári Báracháza-barlang, Bongó-zsomboly, Megalodus-barlang.
Az angyalok verítéke
Baradla-barlang, Béke-barlang, Meteor-barlang, Szabadság-barlang, Vass Imre-barlang, Esztramosi Földvári Aladár-barlang, Rákóczi-barlang, Vecsembükki-zsomboly, Almási-zsomboly.
Lapok egy nyitott könyvből
Létrási-vizesbarlang, Mexikó-völgyi-víznyelőbarlang, Kis-kőháti-zsomboly, Lambrecht Kálmán-barlang, Suba-lyuk, Büdös-pest, Szeleta-barlang, Balla-barlang, Istállós-kői-barlang, Kő-lyuk, Gyurkó-lápai-barlang, Hajnóczy-barlang, Szent István-barlang.
A barlangok fővárosában
Szemlő-hegyi-barlang, Ferenc-hegyi-barlang, József-hegyi-barlang, Gellérthegyi-barlang, Mátyás-hegyi-barlang, Pál-völgyi-barlang, Bátori-barlang.
Ember és barlang
Szelim-lyuk, Suba-lyuk, Barátlakások, Vass Imre-barlang, Anna-barlang, Mánfai-kőlyuk, Tapolcai-tavasbarlang, Béke-barlang.

## Külső hivatkozások
- PORT.hu
- IMDb.com
- NAVA.hu